# Frente de Libertação Nacional da Córsega
A Frente de Libertação Nacional da Córsega (Fronte di Liberazione Naziunale Corsu em corso, sigla FLNC) é um movimento político que defende a independência da Córsega da França. Foi criada no dia 5 de maio de 1976.
A FLNC é considerada pelas autoridades uma organização criminosa já que emprega em suas ações métodos violentos similares aos da máfia italiana, como vinganças, sequestros, atentados etc.

## Ligações externas

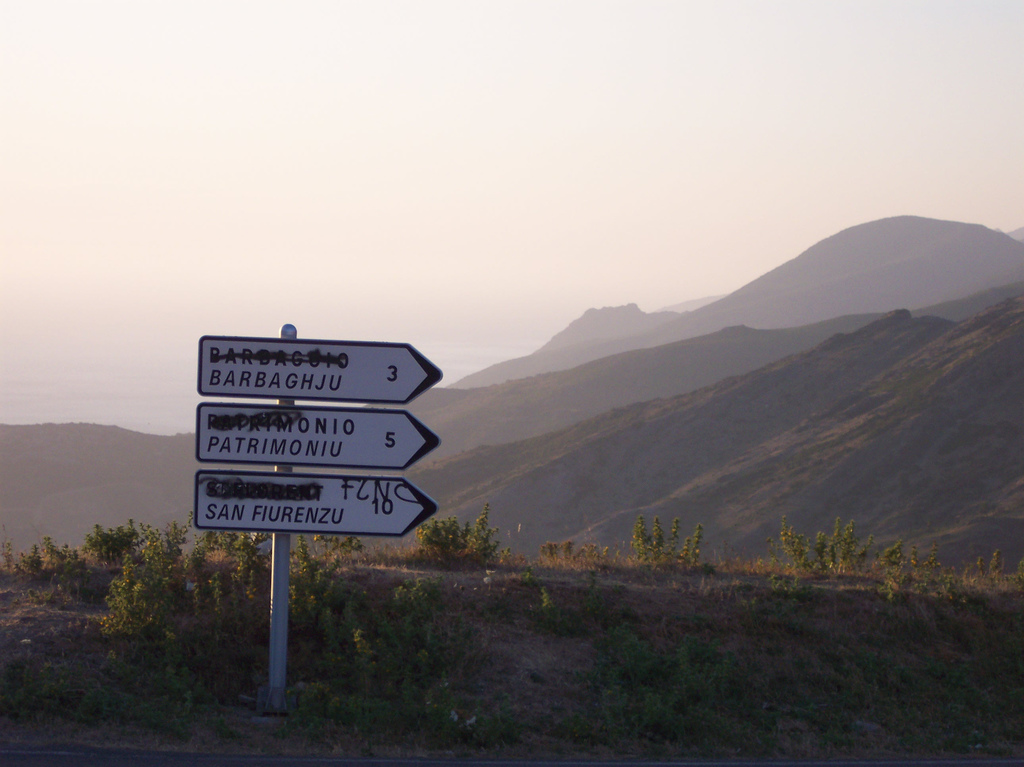
Placas de sinalização bilíngue perto de Bastia, onde os nomes franceses ou italianos foram riscados e pode-se ler a inscrição FNLC